# Promot
Promot – marka polskich motocykli i samochodów wyścigowych, produkowanych w latach 1967–1986 przez Ośrodek Techniczno–Zaopatrzeniowy w Warszawie. Promot konstruował motocykle wyczynowe, wyścigowe (Junior 250), rajdowe i crossowe (serii MR i MC) z silnikami 175, 250 i 300 cm³. W 1967 roku wyprodukowano także samochód wyścigowy Promot-Rak 67.
W 1970 roku Promot podjął się budowy prototypu Formuły Polonia. Pierwsze egzemplarze przeznaczone do ścigania – w założeniu tanie i proste – zostały wyprodukowane w 1974 roku. Pojazdy te były nazywane „Kaczorami”. W 1979 roku zadebiutowała druga seria Promotów Formuły Polonia (mogących konkurować również w Formule Easter), natomiast pięć lat później – trzecia. Promoty III serii były produkowane do 1986 roku i były ostatnią serią polskich jednomiejscowych samochodów wyścigowych.
Wyprodukowano 62 egzemplarze samochodów marki Promot. Promot-Rak 67 był napędzany silnikami Wartburg, BMC i Ford, natomiast Promoty Formuły Polonia – jednostkami FIAT i Łada.

## Motocykle
- Promot Junior 250
- Promot MC
- Promot MR
- Promot NC 125

## Samochody
- Promot-Rak 67
- Promot Polonia I
- Promot II
- Promot III